# Aidan McAnespie
 (août 2019).
Aidan McAnespie (1965 - 21 février 1988) est un militant républicain du Sinn Fein qui a été abattu au poste de contrôle frontalier de Aughnacloy, dans le comté de Tyrone, en Irlande du Nord, pendant le Conflit nord-irlandais.

## Biographie

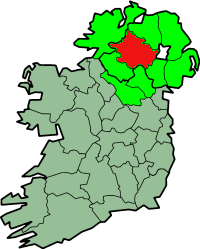
Comté de Tyrone

Aidan McAnespie est né dans une famille catholique à Aughnacloy, une petite ville à majorité protestante dans le comté de Tyrone, en Irlande du Nord. Il a été élevé par sa grand-mère à partir de ses trois ans ; cette dernière est morte un mois avant lui. Il était membre du club de football gaélique Aghaloo O'Neills. McAnespie a grandi au milieu d'une tension extrême entre les populations protestantes et catholiques. De nombreux jeunes catholiques de sa ville étaient alors poussés à partir en Amérique, en Australie et même en Angleterre à cause des menaces des unionistes. 
À l'âge de 16 ans, McAnespie termine ses études et trouve un emploi de l'autre côté de la frontière dans une usine de volaille de Monaghan, en république d'Irlande. Le harcèlement envers lui se serait intensifié après la décision de sa sœur Eilish McAnespie McCabe de se porter candidate au Conseil du comté de Tyrone sous l'étiquette du Sinn Féin. Aidan McAnespie était lui-même un militant du Sinn Féin, mais l'Armée républicaine irlandaise provisoire et son prêtre ont déclaré qu'il n'était impliqué dans aucune activité paramilitaire. 

## Mort
Aidan McAnespie se rendait à un match quand il a été tué d'une balle dans le dos. Il venait de passer un point de contrôle de l'armée britannique ,. L'armée britannique a déclaré que l'arme qui a touché McAnespie s'était déclenchée accidentellement ,. 
David Jonathan Holden a initialement été accusé homicide involontaire, mais les charges ont été abandonnées avant le début des poursuites. Il a été condamné à une amende pour avoir déchargé l'arme de façon négligente. En 1990, il a quitté l'armée pour raisons médicales. 
McAnespie avait précédemment déclaré avoir été pris à partie par les forces de sécurité. Selon sa sœur, des soldats auraient menacé de le tuer à plusieurs reprises. 
Les membres de la famille de McAnespie affirment que le gouvernement britannique a caché les preuves de ce qui s'est réellement passé. Ils ont remis en cause la possibilité de tirs accidentels dans le dos du jeune républicain à une distance de 300m. Son père, dans un article paru dans le magazine Observer, a affirmé qu'un soldat l'avait arrêté environ quinze mois avant la fusillade et lui avait dit : « J'ai une balle, ici, dans le fusil, pour ton fils Aidan ». 

## Enquêtes
Le lendemain du meurtre, le gouvernement irlandais a chargé Eugene Crowley, commissaire adjoint de la police, d'enquêter sur l'incident. Les résultats de l'enquête ont été reçus par le ministre de la Justice, de l'Égalité et des Réformes législatives, Gerry Collins, le 8 avril 1988, mais n'ont jamais été publiés,. Une autre enquête a été effectuée par la Police royale de l'Ulster, et a conclu que la mort était accidentelle. 
En juin 2008, l'équipe d'enquête historique du service de police d'Irlande du Nord (PSNI) a publié ses conclusions sur l'affaire. Le rapport qualifiait l'explication fournie par le soldat pour le meurtre de « version la moins probable » des événements . 
En octobre 2008, l'enquête du PSNI a conclu que l'arme de Jonathan Holden nécessitait une pression de 9 livres pour se déclencher et que le récit des événements fourni par le soldat était très peu crédible. Le rapport décrit les chances que cela se produise, combinées au fait de toucher McAnespie par accident, comme étant « si faibles qu'elles ne devraient pratiquement pas être prises en compte ».
Le secrétaire d'État irlandais du Nord, Shaun Woodward, a exprimé « son profond regret » à propos de cet incident dans une déclaration faite en juillet 2009, qui a été saluée par la famille de McAnespie.   
En juin 2018, il a été annoncé qu'un soldat serait accusé d'homicide involontaire coupable pour négligence grave à la suite du meurtre de 1988. 

## Hommages
Un club de football gaélique de Boston, dans le Massachusetts, est nommé en l'honneur de McAnespie.   